# Pianki (Orzysz)
Pianki (deutsch Pianken, 1938 bis 1945 Altwolfsdorf) ist ein Dorf in der polnischen Woiwodschaft Ermland-Masuren, das zur Gmina Orzysz (Stadt- und Landgemeinde Arys) im Powiat Piski (Kreis Johannisburg) gehört.

## Geographische Lage
Pianki liegt in der östlichen Woiwodschaft Ermland-Masuren, 25 Kilometer nördlich der Kreisstadt Pisz (deutsch Johannisburg).

## Geschichte
Als Wolffsdorf 1452 gegründet und später Pianken genannt, wurde das Dorf 1874 in den neu errichteten Amtsbezirk Mykossen (polnisch Mikosze) eingegliedert, der – 1938 in „Amtsbezirk Arenswalde“ umbenannt – zum Kreis Johannisburg im Regierungsbezirk Gumbinnen (ab 1905: Regierungsbezirk Allenstein) der preußischen Provinz Ostpreußen gehörte.
Zwei Kilometer nordöstlich des Dorfes befand sich die zugehörige Försterei. Eingemeindet war die Ortschaft Sumken (polnisch Sumki).
Im Jahre 1910 waren in Pianken 566 Einwohner gemeldet, 481 waren es noch im Jahre 1933.
Aufgrund der Bestimmungen des Versailler Vertrags stimmte die Bevölkerung im Abstimmungsgebiet Allenstein, zu dem Pianken gehörte, am 11. Juli 1920 über die weitere staatliche Zugehörigkeit zu Ostpreußen (und damit zu Deutschland) oder den Anschluss an Polen ab. In Pianken stimmten 400 Einwohner für den Verbleib bei Ostpreußen, auf Polen entfielen keine Stimmen.
Am 3. Juni 1938 wurde Pianken aus politisch-ideologischen Gründen der Abwehr fremdländisch erscheinender Ortsnamen in „Altwolfsdorf“ umbenannt. Die Einwohnerzahl belief sich 1939 noch auf 443.
Als in Kriegsfolge 1945 das gesamte südliche Ostpreußen an Polen überstellt wurde, war auch Pianken resp. Altwolfsdorf mit davon betroffen. Das Dorf erhielt die polnische Namensform „Pianki“. Es ist heute Sitz eines Schulzenamtes (polnisch Sołectwo) und somit eine Ortschaft im Verbund der Stadt- und Landgemeinde Orzysz (Arys) im Powiat Piski (Kreis Johannisburg), bis 1998 der Woiwodschaft Suwałki, seither der Woiwodschaft Ermland-Masuren zugehörig.

## Religionen
Vor 1945 war Pianken in die evangelische Kirche Arys (polnisch Orzysz) in der Kirchenprovinz Ostpreußen der Kirche der Altpreußischen Union sowie in die römisch-katholische Kirche Johannisburg (polnisch Pisz) im Bistum Ermland eingepfarrt.
Heute gehört Pianki katholischerseits zur Pfarrei in Orzysz im Bistum Ełk der Römisch-katholischen Kirche in Polen. Die evangelischen Einwohner halten sich zur Kirchengemeinde in Pisz in der Diözese Masuren der Evangelisch-Augsburgischen Kirche in Polen.

## Verkehr
Pianki liegt westlich der polnischen Landesstraße 63 (einstige deutsche Reichsstraße 131) und ist über einen Abzweig in Sumki (Sumken) zu erreichen. Eine Bahnanbindung besteht nicht mehr. Zwischen 1905 und 1945 war das Dorf Bahnstation an der Bahnstrecke Lötzen–Johannisburg, die kriegsbedingt stillgelegt und demontiert worden ist.